# Rémalard
Rémalard è un comune francese di 1 297 abitanti situato nel dipartimento dell'Orne nella regione della Normandia.

## Società

### Evoluzione demografica
Abitanti censiti